# 女性自我口交
女性自我口交是口交的一種，是女性用口刺激自己陰戶得到性快感的行為。女性自我口交需要高度的肢體柔軟度才能達到，可能只有練過柔身术的女性才能達到。

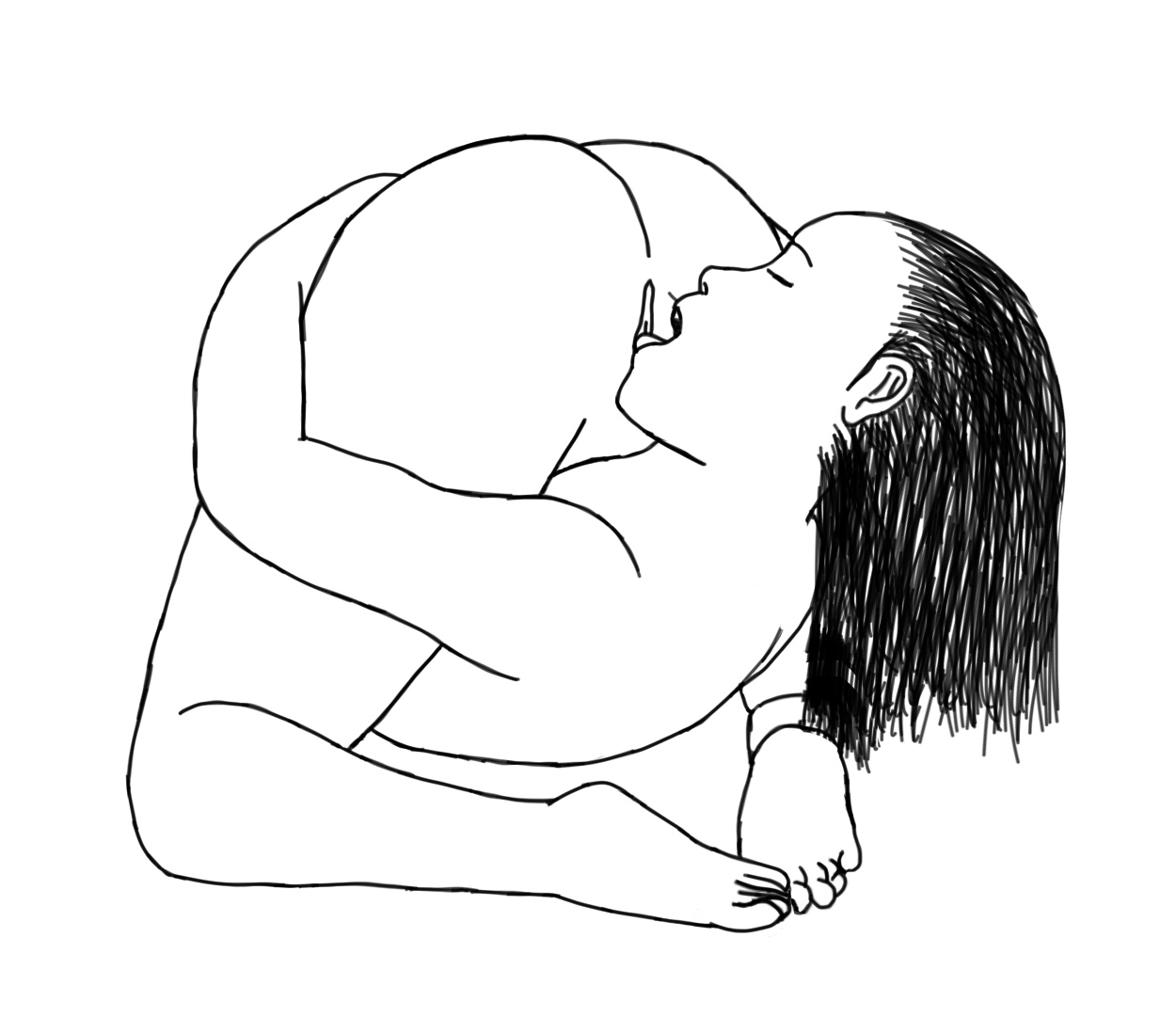
女性自我口交圖畫

女性自我口交的難度比男性自我口交要難很多，因為男性的生殖器官是外顯的，女性的生殖器官乃是內隱的，自我口交十分不易，所以相當少見。女性自我口交曾被報導是一種自毀式的幻想，在非人類的物種中曾出現過。
在歌德的威尼斯警句中，歌德幻想贝蒂娜的身體變的很柔軟，可以進行自我口交。